# Antonio Cancian

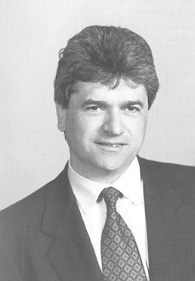
Antonio Cancian

Antonio Cancian (* 2. Juli 1951 in Mareno di Piave) ist ein italienischer Politiker des Popolo della Libertà.

## Leben
Cancian studierte Maschinenbau an der Universität Padua. Von 1987 bis 1992 war er Bürgermeister von Mareno di Piave. Seit 2009 ist Cancian Abgeordneter im Europäischen Parlament.